# Sodomi
Sodomi er betegnelse for seksuel omgang med dyr, men bruges undertiden også om analsex  eller andet, der opfattes som perversioner. I dansk sprogbrug har ordet normalt den første betydning, mens det i USA og Frankrig oftere vil have den anden betydning.

## Historien om Sodoma
Ordet henviser til historien om Sodoma og Gomorra i 1. Mosebog (18:16 – 19:29), hvor Gud tilintetgjorde Sodoma, fordi byens indbyggere havde levet i synd og forsøgt at forgribe sig på to af Guds engle, efter at Abrahams nevø Lot havde bedt dem hjem til sig. De kristne moralister har siden middelalderen udlagt historien som en advarsel mod, hvad der sker de samfund, der accepterer homoseksuel praksis. En anden mulig tolkning af historien er, at Sodomas indbyggere forbrød sig mod gæstevenskabets strenge regler ved at forlange, at Lot skulle udlevere sine to gæster til folkemængden udenfor.

## Ordets opfinder
Ordet "sodomi" kendes ikke fra Bibelen, men optrådte for første gang i et polemisk værk med titlen Bogen om Gomorra, affattet på latin af benediktinermunken Skt. Peter Damian, også kendt som San Pier Damiano. 23. februar er katolsk festdag for Damian (1007–1072), der skrev sin Liber Gomorrhianus for pave Leo 9. omkring år 1049.  Damian var en eneboer, der senere blev udnævnt til kardinalbiskop over Roms havneby Ostia. Når det gjaldt pæderasti, som historisk set har været den mest udbredte form for homoseksuel adfærd, ville Damian have den gejstlige udøver "offentligt pryglet" og dertil ydmyget ved "tab af tonsuren, hans ansigt tilgriset af spyt, bundet i lænker, nedbrudt af seks måneders fangenskab, tre dage hver uge faste på bygbrød ved solnedgang", og indespærret i et kloster under konstant bevogtning. Damian modsatte sig, at "sodomitter" kunne ordineres til præster: "Gud vil afvise offeret fra en uren præst." I sin Guddommelige Komedie placerede Dante Damian i paradis.

## Eksterne links
Sodomy Laws Around the World Arkiveret 4. juli 2007 hos  Wayback Machine